# Idaea litigiosata
Idaea litigiosata är en fjärilsart som beskrevs av Lederer 1861. Idaea litigiosata ingår i släktet Idaea och familjen mätare. Inga underarter finns listade i Catalogue of Life.